# Hexaplex trunculus
Hexaplex trunculus är en typ av subtropisk taggförsedd snäcka vilket purpur förr framställdes av. Snäckan förekommer i Medelhavet och längs de nordvästafrikanska och sydvästeuropeiska atlantkusterna, speciellt i Spanien, Portugal, Kanarieöarna och Marocko.